# Hitman (film, 2007)
Pour les articles homonymes, voir Hitman.
Pour plus de détails, voir Fiche technique et Distribution.
Hitman ou Tueur à gages au Québec est un film franco-américain réalisé par Xavier Gens, sorti en 2007.
C'est l'adaptation cinématographique du jeu vidéo d'action d'Eidos et d'IO Interactive, Hitman : Tueur à gages. Cette saga de jeux vidéo Hitman, tout comme le film sont une adaptation et un hommage au film Le Samouraï de Jean-Pierre Melville. Hitman présente l’agent 47, tueur à gages froid et solitaire, directement inspiré du tueur interprété par Alain Delon.
Le film a reçu des critiques majoritairement négatives de la part des critiques, qui ont critiqué son intrigue alambiquée mais ont salué la performance de Timothy Olyphant, l’interprète de l'agent 47. Malgré cela, le film a été un succès commercial.
Une suite a été annulée pendant la production du film en raison de son accueil majoritairement négatif, mais le film a finalement été suivi par le redémarrage Hitman: Agent 47 en 2015.

## Synopsis
Tueur insaisissable, l'agent 47 (Timothy Olyphant) est un assassin d'élite aussi mystérieux que l'origine du code barre tatoué sur sa nuque. Précis, méticuleux, perfectionniste, il ne laisse rien au hasard et ne rate jamais sa cible. Traqué sans arrêt depuis trois ans par l'agent Michael Whittier d'Interpol (Dougray Scott), il est engagé pour éliminer le président de la fédération de Russie, Mikhail Belicoff (Ulrich Thomsen), qu'il assassine d'un tir mortel. Pourtant, lors de son débriefing, il apprend que le président russe apparait bien en vie sur les médias.
Il est ensuite chargé d'éliminer un témoin gênant, Nika Boronina (Olga Kurylenko), mais découvre par la même occasion qu'un contrat est mis sur sa tête par ses propres employeurs et que le commanditaire n'est autre que Belicoff. Sa seule solution pour s'en sortir est de découvrir qui se cache derrière le visage du président, et sa meilleure chance n'est autre que le témoin qu'il devait assassiner. Commence alors une chasse mortelle entre l'agent 47, ses employeurs, et l'agent Whittier qui ne le lâche pas d'une semelle.

## Fiche technique
- Titre original et français : Hitman
- Titre québécois : Tueur à gages
- Réalisation : Xavier Gens
- Scénario : Skip Woods, d'après les personnages créés par Rasmus Guldberg-Kjaer[2].
- Musique : Geoff Zanelli
- Direction artistique : Cagri Aydin, Johann George et Dominique Moisan
- Décors : Jacques Bufnoir
- Costumes : Olivier Beriot
- Photographie : Laurent Barès
- Son : Matthieu Dallaporta, Derek Casari, Frederic Dubois
- Montage : Carlo Rizzo et Antoine Vareille
- Production : Luc Besson, Pierre-Ange Le Pogam, Daniel Alter, Adrian Askarieh et Charles Gordon
  - Production exécutif : Vin Diesel
  - Production déléguée : Janos Flösser
  - Coproduction : Daniel Alter
  - Coproduction exécutive : Erhan Ozogul
- Sociétés de production[3] :
  - France : EuropaCorp
  - États-Unis : Dune Entertainment, Prime Universe Productions, avec la participation de Twentieth Century Fox
  - Turquie : Anka Film
  - Royaume-Uni : Daybreak Productions
- Société de distribution :
  - France : EuropaCorp Distribution
  - États-Unis : Twentieth Century Fox
  - Suisse : Fox-Warner
- Budget : 70 millions de $[4]
- Pays d'origine :  France,  États-Unis
- Langue originale : anglais, russe, serbo-croate
- Format[5] : couleur (DeLuxe) - 35 mm - 2,35:1 (Cinémascope) - son Dolby Digital EX | DTS
- Genre : action, thriller, drame
- Durée : 100 minutes / 92 minutes (États-Unis)
- Dates de sortie[6] :
  - États-Unis, Canada : 21 novembre 2007
  - Belgique : 28 novembre 2007
  - France, Suisse romande[7] : 26 décembre 2007
- Classification[8] :
  -  France : Interdit aux moins de 16 ans (évaluation d'origine).
  -  France : Tous publics (visa d'exploitation no 119373 délivré le 22 janvier 2008)[9].
  -  États-Unis : Interdit aux moins de 17 ans (certificat #43962) (R – Restricted) [Note 1].
  -  Québec : 13 ans et plus (13+ / 13 years and over).
  -  Suisse romande : interdit aux moins de 16 ans.

## Distribution
- Timothy Olyphant (VF : Benjamin Penamaria ; VQ : Patrice Dubois) : l'Agent 47

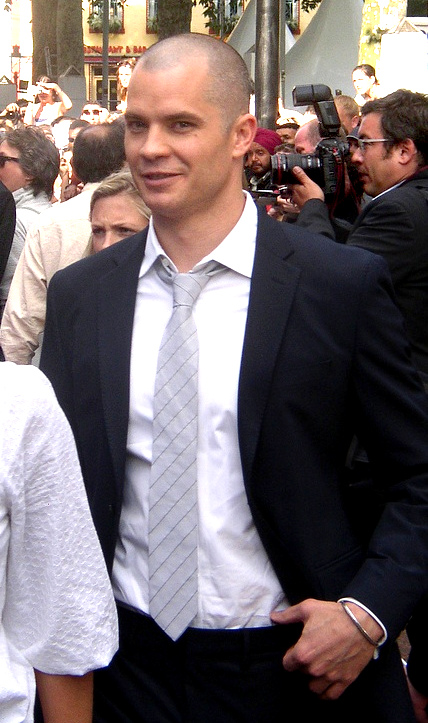
Timothy Olyphant en 2007, lors d'une avant-première du film.

- Dougray Scott (VF : Guillaume Orsat ; VQ : Sylvain Hétu) : l'inspecteur Michael Whittier d'Interpol
- Olga Kurylenko (VF : elle-même) : Nika Boronina
- Robert Knepper (VF : Christian Visine ; VQ : Benoît Gouin) : l'inspecteur Yuri Marklov du FSB
- Ulrich Thomsen (VF : Patrick Borg) : le président Mikhail Belicoff
- Henry Ian Cusick (VF : Bruno Choël) : Udre Belicoff
- Michael Offei (en) (VF : Frantz Confiac ; VQ : Didier Lucien) : Jenkins
- Christian Erickson (en) (VF : Michel Paulin) : le général Kormarov
- Joe Sheridan (VF : Jean-Claude Sachot) : le capitaine Gudnayev
- Eriq Ebouaney (VF : lui-même) : Bwana Ovie
- James Faulkner (VF : Féodor Atkine) : l'agent Carlton Smith de la CIA
- Paul Bandey (VF : Guy Chapellier) : McKay
- Jean-Marc Bellu (VF : lui-même) : Hitman 2
- Nicky Naudé (VF : lui-même) : Hitman 3
- Abdou Sagna : Hitman 4
- Ilya Nikitenko : Hitman 5
- Loïc Molla : Hitman 6
- Sabine Crossen (VF : Sandrine Cohen) : June
- Youssef Diawara (VF : lui-même) : le prisonnier ligoté
- Cyril Guei : le vieux chef du SUV
- Anca Radici (VF : elle-même) : la fille triste
- Peter Hudson : Mr. Price
- Emile Abossolo M'bo (VF : lui-même) : le général Ajunwa
- Éric Ligardes : un acheteur d'armes
- Samantha Timmerman : journaliste #1
- Patrick Albenque : journaliste #2
- Paul Barrett : journaliste #3
- Lisa Jacobs : Diana (voix)
- Velizar Binev : le prêtre orthodoxe

Source VF : Voxofilm

## Production

### Développement
En février 2003, les studios de Hitman, Eidos Interactive et IO Interactive ont entamé des négociations avec les sociétés de production hollywoodiennes pour adapter le jeu vidéo au cinéma. Twentieth Century Fox a finalement acquis les droits et a embauché le scénariste Skip Woods pour écrire le scénario. La réalisation est confiée a Xavier Gens, notamment grâce a Luc Besson, qui avait déjà produit le film Frontière(s) du jeune cinéaste, où il parvient à convaincre les trois producteurs américains de la Fox. Grand amateur de jeux vidéo, Gens rêver 'adapter le jeu vidéo Hitman.

### Choix des interprètes
Vin Diesel devait endosser le rôle de 47 mais vu l'emploi du temps qu'il avait, il a préféré participer au film Hitman seulement en tant que producteur exécutif. Le rôle a été proposé ensuite à Jason Statham qui l'a décliné. Gens a donc confié le rôle à Timothy Olyphant, remarqué dans Die Hard 4 : Retour en enfer, que les producteurs ont accepté ce choix. Pour correspondent au personnage, l’acteur s’est rasé la tête, puisque que l'Agent 47 est chauve avec un tatouage de code-barres sur la nuque.
Dougray Scott a été choisi pour le rôle de l'ennemi juré de l'agent 47, avec Olga Kurylenko, Robert Knepper, Ulrich Thomsen et Michael Offei qui ont également rejoint le casting.

### Tournage
Le film a été tourné en Afrique du Sud (pour les scènes se déroulant au Niger, bien que les décors ne soient pas fidèles à la réalité), puis à Saint-Pétersbourg, à Istanbul et une grande partie à Sofia en Bulgarie, ainsi qu'une petite partie à Paris (France), notamment dans la gare Montparnasse. La tour qui apparait dans le film comme étant le siège d'Interpol est le gratte-ciel Tower 42 basé à la Cité de Londres.
La sortie du film a été repoussée de quelques mois pour permettre reshoots de plusieurs scènes. Il s'agissait notamment d'un combat à l'épée entre quatre assassins dans une voiture de train, qui a remplacé la séquence originale du quai de train où l'agent 47 n'a combattu qu'un seul assassin. Les rapports avant la sortie du film ont confirmé que non seulement des reprises avaient lieu, mais que Fox avait licencié Gens et lui avait refusé la coupe finale. Nicolas de Toth a été amené à ce stade pour adoucir l'édition et réduire le matériel. La production a en effet juge le montage du réalisateur trop violent et décide au dernier moment de ne pas garder le director's cut.
Les origines de 47 ont également été modifiées à ce stade, avec la décision d'ajouter des séquences de la série télévisée Dark Angel, qui appartenait également à Fox, dans le but d'économiser de l'argent. Gens a déclaré que bien qu'ils ne s'occupent pas directement de l'histoire du clone, une scène (la séquence originale de la gare) montrant un assassin chauve avec code-barres (Jean-Marc Bellu) suivant l'agent 47 (Timothy Olyphant), un autre assassin chauve à code-barres, est très explicite et a montré son intention de le garder comme clone. Le détail a probablement été modifié pour s'adapter au casting d'acteurs de plusieurs races lors des reprises, ce qui les empêche d'être des clones (ou du moins des clones de la même personne).
Olga Kurylenko a révélé qu'elle refusait d'avoir un double corps pour ses scènes de sexe.

## Bande originale
1. Ave Maria
2. I Take Out The Trash
3. The Belicoff Assassination
4. Roses For Nika
5. Random Complication
6. New Suit
7. Train Station (Bite Your Tongue)
8. Istanbul
9. Table 26
10. Best Laid Plans
11. Undress Me
12. I Need You To Die
13. My Number Is 47
14. Trust Unto God (Udre's Funeral)
15. Rubber Duckie (Bonus)
16. Righteous Buttkicking (Bonus)
17. Denouement (Bonus)
18. Ave Maria (interprété par Christina England) (Bonus)

- Chef d'orchestre :
  - Matthieu Gonet
- Musiciens :
  - Nicolas Charron (Contrebasse)
  - Sandrine Vautrin (Contrebasse)
  - Jean-Philipp Audin (Violoncelle)

## Accueil

### Accueil critique
Hitman a reçu principalement des critiques négatives. D'après le site Web agrégateur de critiques, Rotten Tomatoes, 15 % des critiques ont attribué une note positive au film, basée sur 102 critiques, avec une note moyenne de 3,7⁄10. Le consensus sur le site Web se lit comme suit: « Hitman présente la combinaison malheureuse de violence excessive, de complot incohérent et de dialogue insensé.».
Sur le site Web Metacritic, qui utilise un système de notation normalisé, le film a obtenu une note défavorable de 35⁄100 sur 22 opinions. Les critiques ont critiqué plusieurs aspects du film, notamment l'intrigue faible et souvent déroutante, le jeu à sec et la violence extrême. Cependant, le critique de cinéma Roger Ebert lui a notamment attribué trois étoiles sur quatre, affirmant que Hitman se situe juste au seuil des jeux vidéo et de l'art. « Du mauvais côté du seuil, mais quand même, accordez-lui du crédit ». En 2008, Time a classé le film dans leur liste des dix pires films de jeu vidéo.
En dépit de l'accueil négatif de Hitman, le philosophe slovène et théoricien du cinéma Slavoj Žižek a inclus le film dans sa liste personnelle des 10 plus grands films dans un sondage réalisé en 2012 par le magazine Sight & Sound. Cependant, dans un commentaire sur ses sélections, il a déclaré que la liste ne contenait « que des plaisirs coupables » et qu'il ne faisait « aucun compromis sur la qualité ou le bon goût ».
En France, l'accueil est aussi négatif. D’après le site Allociné, la note moyenne du film pour les 8 critiques de presse française recensées est de 2,6 sur 5, et la note moyenne des critiques du public est de 2,5 sur 5.

### Box-office
| Pays ou région | Box-office      | Date d'arrêt du box-office | Nombre de semaines |
| -------------- | --------------- | -------------------------- | ------------------ |
| États-Unis     | 39 687 694 $    | 13 mars 2008               | 16                 |
| France         | 789 383 entrées | 23 janvier 2008            | 4                  |
| Total mondial  | 101 276 318 $   | -                          | -                  |

Hitman devait initialement sortir le 12 octobre 2007, aux États-Unis et au Canada, mais la sortie du film a été reportée au 21 novembre 2007. Hitman a ouvert dans 2 458 salles aux États-Unis et au Canada, rapportant 13 180 769 $ lors de son week-end d'ouverture, se classant quatrième au box-office. Le week-end suivant, Hitman a ouvert sur 12 marchés, avec les faits saillants suivants : 150 355 $ dans 38 salles en Indonésie, 224 449 $ dans 37 salles en Malaisie et 244 329 $ dans 32 cinémas aux Philippines. À Taïwan, le film a ouvert à la quatrième place avec environ 100 000 $. Le film a également joué faiblement au Liban avec 19 321 $ dans 6 salles. Le film a rapporté près de 39,7 millions $ aux États-Unis et au Canada et près de 61,6 millions $ dans d'autres territoires pour un total mondial de plus de 101 millions $, dépassant son budget estimé à 24 millions de dollars. Les ventes de DVD sont égales à 27 858 148 $ rien qu'aux États-Unis, ce qui porte le total brut de Hitman à environ 128 millions de dollars, sans compter les droits de diffusion télévisée.

## Distinctions
Entre 2008 et 2014, Hitman a remporté 2 récompenses.

### Récompenses
- Prix de la bande-annonce d'or 2008 : Prix de la bande-annonce d’or des Meilleurs graphiques d'animation et de titre.
- Festival de cinéma de Marina del Rey 2014 : prix du public du meilleur long métrage décerné à Reed Randoy.

## Analyse

### Erreurs et incohérences
- Dans le film, le siège d'Interpol est mentionné comme étant à Londres alors qu'il se situe en réalité à Lyon.
- Au cours de sa conversation avec Michael Whittier (24e minute du film), l'agent des services secrets russes, Yuri Marklov fait référence à l'article 1764.3 de la Charte de l'Union européenne. La seule charte faisant partie de l'UE est la Charte des droits fondamentaux de l'Union européenne, qui ne comporte pas d'article 1764. De plus, un tel article ne s'appliquerait pas à la Russie qui ne fait pas partie de l'Union européenne.
- Interpol est présentée comme une « super police » qui peut imposer sa volonté à la police locale, comme peut le faire le FBI aux États-Unis. Or, Interpol n'a aucun « service action » et son rôle est plutôt de faciliter la communication entre les polices des différents États.
- L'agent d'Interpol Mike Whittier n'allume aucune des cigarettes qu'il sort. Elles disparaissent toutes pour des raisons plus ou moins absconses.
- Dans la version française, quand Mike Whittier discute avec le responsable de la sécurité dans la cathédrale, ce dernier lui annonce : « Nous avons assez de gaz lacrymogène à disposition, au moindre incident qui surviendrait, les civils perdraient tous connaissance ». Il s'agit d'une mauvaise traduction, le gaz lacrymogène n'étant pas un gaz soporifique. En effet, dans le dialogue original, il parle de « gas canisters » (des « bonbonnes de gaz »), sans en décrire la nature.
- Lors d'une scène du film, on peut lire que les deux protagonistes (47 et Nika) se trouvent à la frontière russo-turque. La Russie et la Turquie ne partagent en réalité aucune frontière terrestre, ces deux pays étant séparés par la Géorgie.
- L'emploi du terme « Tovarich » (« Camarade » en russe), déjà peu utilisé dans le langage courant du temps de l'URSS, ne l'est presque plus du tout depuis son démembrement.